# Аурайоки (река, впадает в Ладожское озеро)
Аурайоки (Варайоки, Кохисеванъёки) — река в России, протекает в Республике Карелия.

## Общие сведения
Впадает в Ладожское озеро в черте города Лахденпохья. Длина реки составляет 19 км, площадь водосборного бассейна 110 км². Река вытекает из озера Сур-Латвалампи, высота истока 91,8 м над уровнем моря.
Название реки означает «Плуг-река», от финского «aura» — «плуг».

## География и гидрология
Притоки:
- Руокооя (правый, впадает в Аурайоки 1.4 км от её устья). Исток ручья находится на озере Кивилампи[3]. Название притока означает «Тростниковый ручей»[5].
- Ниемиоя (правый)[3]
- Ретоя (правый)[4]
- Вауннусилланоя (правый)[3]

Верховья реки сильно заболочены.

## Фотография
|  |

## Данные водного реестра
По данным государственного водного реестра России относится к Балтийскому бассейновому округу, водохозяйственный участок реки — Водные объекты бассейна оз. Ладожское без рр. Волхов, Свирь и Сясь, речной подбассейн реки — Нева и реки бассейна Ладожского озера (без подбассейна Свирь и Волхов, российская часть бассейнов). Относится к речному бассейну реки Нева (включая бассейны рек Онежского и Ладожского озера).
Код объекта в государственном водном реестре — 01040300212102000010740.